# Кам'янецька сільська територіальна громада
Кам'янецька сільська громада — територіальна громада в Україні, у Чернівецькому районі Чернівецької області. Адміністративний центр — село Кам'янка.
Площа громади — 99 км², населення — 10 096 мешканців (2020).

## Населені пункти
У складі громади 4 села:
- Багринівка
- Біла Криниця
- Кам'янка
- Старий Вовчинець